# Памятник воинам-землякам (Кырыкый)
«Памятник воинам-землякам, погибшим в годы Великой Отечественной войны (1941—1945 гг.)» — памятник, посвящённый памяти воинов погибших в годы Великой Отечественной войны в селе Кырыкый, Кырыкыйского наслега, Верхневилюйского улуса, Республики Саха (Якутия). Памятник истории и культуры регионального значения.

## Общая информация
После победоносного окончания Великой Отечественной войны в городах и сёлах республики Якутия стали активно возводить первые памятники и мемориалы, посвящённые павшим солдатам. Памятник воинам-землякам был установлен в селе Кырыкый Кырыкыйского наслега Верхневилюйского улуса в 1975 году в центральной части села. Открытие памятника было приурочено к празднованию 30-летия Победы в Великой Отечественной войне.

## История
По архивным сведениям и документам, в годы Великой Отечественной войны из Верхневилюйского улуса на фронт были призваны 1993 человек. Из Кырыкыйского наслега были призваны 106 человек, из них пали и без вести пропали в сражениях 64 человека. На Родину в Якутию вернулись 42 солдата. В тыловых частях Советской армии служили 12 человек, ещё 12 — на трудовом фронте.

## Описание памятника
По согласованию с председателем Совета Ивановым Егором Егоровичем, Пётр Степанович Григорьев начал строительные работы, перевозя материалы на самолёте маленькими партиями — плиточками. На этих плитках были высечены имена павших на поле боя воинов-земляков. Активное участие в создании обелиска приняли местные комсомольцы: Семён Данилович Амыдаев, Василий Филиппович Николаев, Николай Алексеевич Николаев. В 1975 году был организован праздник в честь торжественного открытия памятника, который завершился парадом сельчан. С этих пор на этом месте ежегодно жители Кырыкыя празднуют День Победы.
Памятник установлен в центре наслега на бетонной площадке 2,5 на 2,5 метра. Изготовлен обелиск из цемента и дерева. Огорожен деревянным штакетником, высотой 1,5 метра. Окрашен в серебристый цвет. На обеих сторонах обелиска закреплены мемориальные плиты с именами павших участников Великой Отечественной войны. На верху памятника с одной стороны профиль скорбящей женщины с чороном, с другой лицо воина-якута и надпись «1941-1945 гг.».
В соответствии с Постановлением Совета Министров Якутской АССР от 31 декабря 1976 года № 484 «О состоянии и мерах по улучшению охраны памятников истории и культуры Якутской АССР», памятник внесён в реестр объектов культурного наследия народов Российской Федерации и охраняется государством.